# Poltava rajon
Poltava rajon (ukrainsk: Полтавський район, tr. Poltavskij rajon) er en af 4 rajoner (distrikt) i Poltava oblast i Ukraine, hvor Poltava rajon er beliggende i den østlige del af oblastet omkring byen Poltava.
Rajonen har et areal på 10.850 km2
og et indbyggertal på 600.500 (2020) indbyggere. Det administrative centrum er byen Poltava.

## Eksterne links
- Wikimedia Commons har flere filer relateret til Poltava rajon